# 左翼学派
左翼学派（羅馬化：Levaya shkola）是苏联历史上的一个地下激进左翼团体。该团体成立于1972年12月—1973年1月的莫斯科。现代研究者认为，左翼学派是苏联首批新左翼团体之一。该团体的主要领导人是娜塔莉亚·马格纳特。1974年9月，该团体与另一个苏联地下团体“新共产党人党”合并为苏联新共产党，但该团体实际上一直存在到1977年1月。